# Brouwerij De Vuyst (Nazareth)
Het Brouwershof of Brouwerij De Vuyst is een voormalige brouwerij en stokerij  gelegen in de Eedstraat 33 te Nazareth en actief van 1909 tot 1930. Daarna werd het een vlasverwerkende fabriek. Momenteel staan de gebouwen op de inventaris van onroerend erfgoed.

## Gebouwen
Het betreft een bakstenen gebouw uit 1909 met achterliggende brouwerijgebouwenen en een ronde schouw.